# 매직 마이크 3
"매직 마이크 3"(영어: Magic Mike's Last Dance)는 2023년 개봉한 미국의 코미디 드라마 영화이다. 스티븐 소더버그가 감독을 맡았으며, 2015년 영화 《매직 마이크 XXL》의 속편이다.